# FA Premier League 2006-2007
La FA Premier League 2006-2007 è stata la 108ª edizione della massima serie del campionato inglese di calcio, disputato tra il 19 agosto 2006 e il 13 maggio 2007 e concluso con la vittoria del Manchester Utd, al suo sedicesimo titolo.
Capocannoniere del torneo è stato Didier Drogba (Chelsea) con 20 reti.

## Stagione

### Novità
Al posto delle retrocesse Birmingham City, West Bromwich e Sunderland sono saliti dalla Championship il Reading (al suo primo campionato di massima divisione), lo Sheffield Utd e, dopo i play-off, il Watford.
L'Arsenal si trasferì nel nuovo stadio (l'Emirates Stadium) lasciando lo storico Highbury, avviato alla demolizione, dopo 97 anni. 

### Avvenimenti
Il torneo vide sin da subito un duello tra il Manchester Utd e il Chelsea, capaci di instaurare già nei primi mesi di campionato un distacco irrecuperabile per tutte le inseguitrici, inizialmente comandate da Portsmouth e Bolton, quest'ultimo capace di chiudere il 2006 al terzo posto. Il periodo natalizio vide il Chelsea perdere terreno anche a causa di alcuni infortuni, soprattutto quello patito alla testa dal portiere Petr Čech, costretto a saltare buona parte della stagione. Ne approfittò così la squadra di Alex Ferguson che piazzò l'allungo decisivo trascinato da un Cristiano Ronaldo in decisa crescita. I Red Devils amministrarono il loro vantaggio e riuscirono così ad assicurarsi la vittoria del titolo, il primo dopo tre stagioni di digiuno, lasciando i rivali londinesi a sei punti di distanza. In Champions League si qualificarono senza patemi Liverpool ed Arsenal, mentre Tottenham, Everton e Bolton centrarono un piazzamento per la Coppa UEFA.
Tra le neopromosse l'unica a salvarsi fu l'esordiente Reading che mettendo in mostra un gioco offensivo disputò un grande campionato, concluso ai margini della qualificazione alla Coppa UEFA.
Charlton e Watford precipitarono in Championship con molte giornate di anticipo. Ad accompagnare queste due squadre in seconda divisione, con una retrocessione drammatica come quella di 13 anni prima, fu lo Sheffield Utd che perse all'ultima giornata lo scontro diretto contro il Wigan e fu tradito da una peggiore differenza reti. Riuscì a salvarsi con una clamorosa rimonta finale il West Ham Utd grazie alle cure del subentrato Alan Curbishley; fondamentali si rivelarono i gol del nuovo acquisto Carlos Tévez, autore della rete che valse la clamorosa vittoria salvezza all'ultima di campionato contro i neo campioni d'Inghilterra.

## Squadre partecipanti
| Club             | Stagione | Città               | Stadio                     | Stagione precedente                                                |
| ---------------- | -------- | ------------------- | -------------------------- | ------------------------------------------------------------------ |
| Arsenal          | dettagli | Londra              | Emirates Stadium           | 4º posto in FA Premier League                                      |
| Aston Villa      | dettagli | Birmingham          | Villa Park                 | 16º posto in FA Premier League                                     |
| Blackburn Rovers | dettagli | Blackburn           | Ewood Park                 | 6º posto in FA Premier League                                      |
| Bolton           | dettagli | Bolton              | Reebok Stadium             | 8º posto in FA Premier League                                      |
| Charlton         | dettagli | Charlton            | The Valley                 | 13º posto in FA Premier League                                     |
| Chelsea          | dettagli | Londra              | Stamford Bridge            | 1º posto in FA Premier League                                      |
| Everton          | dettagli | Liverpool           | Goodison Park              | 11º posto in FA Premier League                                     |
| Fulham           | dettagli | Londra              | Craven Cottage             | 12º posto in FA Premier League                                     |
| Liverpool        | dettagli | Liverpool           | Anfield                    | 3º posto in FA Premier League                                      |
| Manchester City  | dettagli | Manchester          | City of Manchester Stadium | 15º posto in FA Premier League                                     |
| Manchester Utd   | dettagli | Manchester          | Old Trafford               | 2º posto in FA Premier League                                      |
| Middlesbrough    | dettagli | Middlesbrough       | Riverside Stadium          | 14º posto in FA Premier League                                     |
| Newcastle Utd    | dettagli | Newcastle upon Tyne | St James' Park             | 7º posto in FA Premier League                                      |
| Portsmouth       | dettagli | Portsmouth          | Fratton Park               | 17º posto in FA Premier League                                     |
| Reading          | dettagli | Reading             | Madejski Stadium           | 1º posto in Football League Championship, promosso                 |
| Sheffield Utd    | dettagli | Sheffield           | Bramall Lane               | 2º posto in Football League Championship, promosso                 |
| Tottenham        | dettagli | Londra              | White Hart Lane            | 5º posto in FA Premier League                                      |
| Watford          | dettagli | Watford             | Vicarage Road              | 3º posto in Football League Championship, promosso dopo i play-off |
| West Ham Utd     | dettagli | Londra              | Boleyn Ground              | 9º posto in FA Premier League                                      |
| Wigan            | dettagli | Wigan               | JJB Stadium                | 10º posto in FA Premier League                                     |

## Allenatori e primatisti
| Squadra         | Allenatore                                                   | Calciatore più presente                               | Capocannoniere         |
| --------------- | ------------------------------------------------------------ | ----------------------------------------------------- | ---------------------- |
| Arsenal         | Arsène Wenger                                                | Cesc Fàbregas (38)                                    | Robin van Persie (11)  |
| Aston Villa     | Martin O'Neill                                               | Gabriel Agbonlahor, Olof Mellberg (38)                | Gabriel Agbonlahor (9) |
| Blackburn       | Mark Hughes                                                  | Brad Friedel (38)                                     | Benni McCarthy (18)    |
| Bolton          | Sam Allardyce (1ª-36ª) Sammy Lee (37ª-38ª)                   | Jussi Jääskeläinen, Gary Speed (38)                   | Nicolas Anelka (11)    |
| Charlton        | Iain Dowie (1ª-12ª) Les Reed (13ª-19ª) Alan Pardew (20ª-38ª) | Scott Carson, Talal El Karkouri (36)                  | Darren Bent (14)       |
| Chelsea         | José Mourinho                                                | Frank Lampard (37)                                    | Didier Drogba (20)     |
| Everton         | David Moyes                                                  | Lee Carsley, Joleon Lescott, Joseph Yobo (38)         | Andrew Johnson (11)    |
| Fulham          | Chris Coleman (1ª-33ª) Lawrie Sanchez (34ª-38ª)              | Brian McBride, Liam Rosenior (38)                     | Brian McBride (9)      |
| Liverpool       | Rafael Benítez                                               | Steve Gerrard (36)                                    | Dirk Kuijt (12)        |
| Manchester City | Stuart Pearce                                                | Richard Dunne (38)                                    | Joey Barton (6)        |
| Manchester Utd  | Alex Ferguson                                                | Wayne Rooney (35)                                     | Cristiano Ronaldo (17) |
| Middlesbrough   | Gareth Southgate                                             | Yakubu Aiyegbeni (37)                                 | Mark Viduka (14)       |
| Newcastle Utd   | Glenn Roeder (1ª-37ª) Sam Allardyce (38ª)                    | James Milner (35)                                     | Obafemi Martins (11)   |
| Portsmouth      | Harry Redknapp                                               | David James (38)                                      | Nwankwo Kanu (10)      |
| Reading         | Steve Coppell                                                | Marcus Hahnemann, James Harper, Ívar Ingimarsson (38) | Kevin Doyle (13)       |
| Sheffield Utd   | Neil Warnock                                                 | Phil Jagielka (38)                                    | Rob Hulse (8)          |
| Tottenham       | Martin Jol                                                   | Paul Robinson (38)                                    | Dimităr Berbatov (12)  |
| Watford         | Aidy Boothroyd                                               | Darius Henderson (35)                                 | Hameur Bouazza (5)     |
| West Ham Utd    | Alan Pardew (1ª-17ª) Alan Curbishley (18ª-38ª)               | Nigel Reo-Coker (35)                                  | Bobby Zamora (11)      |
| Wigan           | Paul Jewell                                                  | Leighton Baines (35)                                  | Emile Heskey (9)       |

## Classifica finale
|       | Pos. | Squadra          | Pt | G  | V  | N  | P  | GF | GS | DR  |
| ----- | ---- | ---------------- | -- | -- | -- | -- | -- | -- | -- | --- |
|       | 1.   | Manchester Utd   | 89 | 38 | 28 | 5  | 5  | 83 | 27 | +56 |
|       | 2.   | Chelsea          | 83 | 38 | 24 | 11 | 3  | 64 | 24 | +40 |
|       | 3.   | Liverpool        | 68 | 38 | 20 | 8  | 10 | 57 | 27 | +30 |
|       | 4.   | Arsenal          | 68 | 38 | 19 | 11 | 8  | 63 | 35 | +28 |
|       | 5.   | Tottenham        | 60 | 38 | 17 | 9  | 12 | 57 | 54 | +3  |
| [ 6 ] | 6.   | Everton          | 58 | 38 | 15 | 13 | 10 | 52 | 36 | +16 |
| [ 7 ] | 7.   | Bolton           | 56 | 38 | 16 | 8  | 14 | 47 | 52 | -5  |
|       | 8.   | Reading          | 55 | 38 | 16 | 7  | 15 | 52 | 47 | +5  |
|       | 9.   | Portsmouth       | 54 | 38 | 14 | 12 | 12 | 45 | 42 | +3  |
| [ 8 ] | 10.  | Blackburn Rovers | 52 | 38 | 15 | 7  | 16 | 52 | 54 | -2  |
|       | 11.  | Aston Villa      | 50 | 38 | 11 | 17 | 10 | 43 | 41 | +2  |
|       | 12.  | Middlesbrough    | 46 | 38 | 12 | 10 | 16 | 44 | 49 | -5  |
|       | 13.  | Newcastle Utd    | 43 | 38 | 11 | 10 | 17 | 38 | 47 | -9  |
|       | 14.  | Manchester City  | 42 | 38 | 11 | 9  | 18 | 29 | 44 | -15 |
|       | 15.  | West Ham Utd     | 41 | 38 | 12 | 5  | 21 | 35 | 59 | -24 |
|       | 16.  | Fulham           | 39 | 38 | 8  | 15 | 15 | 38 | 60 | -22 |
|       | 17.  | Wigan            | 38 | 38 | 10 | 8  | 20 | 37 | 59 | -22 |
|       | 18.  | Sheffield Utd    | 38 | 38 | 10 | 8  | 20 | 32 | 55 | -23 |
|       | 19.  | Charlton         | 34 | 38 | 8  | 10 | 20 | 34 | 60 | -26 |
|       | 20.  | Watford          | 28 | 38 | 5  | 13 | 20 | 29 | 59 | -30 |

Legenda:
      Campione d'Inghilterra e qualificata alla fase a gironi della UEFA Champions League 2007-2008.
      Qualificata alla fase a gironi della UEFA Champions League 2007-2008.
      Qualificate al terzo turno preliminare della UEFA Champions League 2007-2008.
      Qualificate al primo turno di Coppa UEFA 2007-2008.
      Qualificata al terzo turno preliminare di Coppa Intertoto 2007.
      Retrocesse in Football League Championship 2007-2008.
Regolamento:
Tre punti a vittoria, uno a pareggio, zero a sconfitta.
A parità di punti le squadre vengono classificate secondo la differenza reti.

### Squadra campione
| Formazione tipo | Giocatori (presenze)      |
| --- | ------------------------- |
| van der Sar Neville Vidić Ferdinand Evra C. Ronaldo Carrick Scholes Giggs Saha Rooney | Edwin van der Sar (32)    |
| van der Sar Neville Vidić Ferdinand Evra C. Ronaldo Carrick Scholes Giggs Saha Rooney | Gary Neville (24)         |
| van der Sar Neville Vidić Ferdinand Evra C. Ronaldo Carrick Scholes Giggs Saha Rooney | Nemanja Vidić (25)        |
| van der Sar Neville Vidić Ferdinand Evra C. Ronaldo Carrick Scholes Giggs Saha Rooney | Rio Ferdinand (33)        |
| van der Sar Neville Vidić Ferdinand Evra C. Ronaldo Carrick Scholes Giggs Saha Rooney | Patrice Evra (24)         |
| van der Sar Neville Vidić Ferdinand Evra C. Ronaldo Carrick Scholes Giggs Saha Rooney | Cristiano Ronaldo (34)    |
| van der Sar Neville Vidić Ferdinand Evra C. Ronaldo Carrick Scholes Giggs Saha Rooney | Michael Carrick (33)      |
| van der Sar Neville Vidić Ferdinand Evra C. Ronaldo Carrick Scholes Giggs Saha Rooney | Paul Scholes (30)         |
| van der Sar Neville Vidić Ferdinand Evra C. Ronaldo Carrick Scholes Giggs Saha Rooney | Ryan Giggs (30)           |
| van der Sar Neville Vidić Ferdinand Evra C. Ronaldo Carrick Scholes Giggs Saha Rooney | Wayne Rooney (35)         |
| van der Sar Neville Vidić Ferdinand Evra C. Ronaldo Carrick Scholes Giggs Saha Rooney | Louis Saha (24)           |
| van der Sar Neville Vidić Ferdinand Evra C. Ronaldo Carrick Scholes Giggs Saha Rooney | Allenatore: Alex Ferguson |
| Altri giocatori: John O'Shea (32), Darren Fletcher (24), Gabriel Heinze (22), Wes Brown (22), Ole Gunnar Solskjær (19), Kieran Richardson (15), Park Ji-sung (14), Mikaël Silvestre (14), Alan Smith (9), Henrik Larsson (7), Tomasz Kuszczak (6), Chris Eagles (2), Dong Fangzhuo (1), Kieran Lee (1). |                           |

## Statistiche

### Squadre

#### Capoliste solitarie
Fonte:
|    | ——             | ——             | ——             | ——  | ——  | —— | —— | —— | ——  | ——             | ——             | ——             | ——             | ——             | ——             | ——             | ——             | ——             | ——             | ——             | ——             | ——             | ——             | ——             | ——             | ——             | ——             | ——             | ——             | ——             | ——             | ——             | ——             | ——             | ——             | ——             | ——             | —— |  |
|    | Manchester Utd | Manchester Utd | Manchester Utd | Por | Che |    |    |    |     | Manchester Utd | Manchester Utd | Manchester Utd | Manchester Utd | Manchester Utd | Manchester Utd | Manchester Utd | Manchester Utd | Manchester Utd | Manchester Utd | Manchester Utd | Manchester Utd | Manchester Utd | Manchester Utd | Manchester Utd | Manchester Utd | Manchester Utd | Manchester Utd | Manchester Utd | Manchester Utd | Manchester Utd | Manchester Utd | Manchester Utd | Manchester Utd | Manchester Utd | Manchester Utd | Manchester Utd | Manchester Utd |    |  |
|    |                |                |                |     |     |    |    |    |     |                |                |                |                |                |                |                |                |                |                |                |                |                |                |                |                |                |                |                |                |                |                |                |                |                |                |                |                |    |  |
|    |                |                |                |     |     |    |    |    |     |                |                |                |                |                |                |                |                |                |                |                |                |                |                |                |                |                |                |                |                |                |                |                |                |                |                |                |                |    |  |
| 1ª | 2ª             | 3ª             | 4ª             | 5ª  | 6ª  | 7ª | 8ª | 9ª | 10ª | 11ª            | 12ª            | 13ª            | 14ª            | 15ª            | 16ª            | 17ª            | 18ª            | 19ª            | 20ª            | 21ª            | 22ª            | 23ª            | 24ª            | 25ª            | 26ª            | 27ª            | 28ª            | 29ª            | 30ª            | 31ª            | 32ª            | 33ª            | 34ª            | 35ª            | 36ª            | 37ª            | 38ª            |    |  |

#### Primati stagionali
- Maggior numero di vittorie: Manchester United (28)
- Minor numero di sconfitte: Chelsea (3)
- Migliore attacco: Manchester United (83 goal fatti)
- Miglior difesa: Chelsea (24 reti subite)
- Miglior differenza reti: Manchester United (+56)
- Maggior numero di pareggi: Aston Villa (17)
- Minor numero di pareggi: Manchester United, West Ham (5)
- Maggior numero di sconfitte: West Ham (21)
- Minor numero di vittorie: Watford (5)
- Peggior attacco: Manchester City, Watford (29 reti segnate)
- Peggior difesa: West Ham, Charlton (60 reti subite)
- Peggior differenza reti: Watford (-30)

### Individuali

#### Classifica marcatori
Fonte:
| Gol | Rigori |  | Giocatore         | Squadra        |
| --- | ------ |  | ----------------- | -------------- |
| 20  |        |  | Didier Drogba     | Chelsea        |
| 18  | 4      |  | Benni McCarthy    | Blackburn      |
| 17  | 3      |  | Cristiano Ronaldo | Manchester Utd |
| 14  |        |  | Mark Viduka       | Middlesbrough  |
| 14  |        |  | Wayne Rooney      | Manchester Utd |
| 14  | 3      |  | Darren Bent       | Charlton       |
| 13  | 3      |  | Kevin Doyle       | Reading        |
| 12  |        |  | Dimităr Berbatov  | Tottenham      |
| 12  |        |  | Dirk Kuijt        | Liverpool      |
| 12  | 4      |  | Yakubu Aiyegbeni  | Middlesbrough  |
| 11  |        |  | Nicolas Anelka    | Bolton         |
| 11  |        |  | Bobby Zamora      | West Ham Utd   |
| 11  | 1      |  | Robin van Persie  | Arsenal        |
| 11  | 1      |  | Andrew Johnson    | Everton        |
| 11  | 1      |  | Obafemi Martins   | Newcastle Utd  |